# Daniel Hidalgo Valdés
Daniel Hidalgo Valdés (Ciudad de México, 11 de diciembre de 1971) es un compositor y productor musical, diseñador sonoro, e investigador educativo, hijo de la doctora en ciencias María de los Ángeles Valdés, y hermano del cinefotógrafo mexicano Carlos Hidalgo (Qué Culpa Tiene el Niño). Es egresado del Centro de Investigación y Estudios Musicales (CIEM) y con una Maestría en Investigación y Desarrollo de la Educación de la Universidad Iberoamericana. 
Se especializó en la creación de bandas sonoras para cine, teatro y TV, entre las que destacan la película Amores Perros, de Alejandro González Iñárritu, y El Alcalde , de los directores Diego Osorno, Carlos Rossini y Emiliano Altuna, ambas películas nominadas al Premio Ariel a la Mejor Música Original de la Academia Mexicana de Artes y Ciencias Cinematográficas, y las obras de teatro eXtras dirigida por Sabina Berman y La noche en que raptaron a Epifania, ganadora del Premio Silvestre Revueltas a la Mejor Música Original.  
Además de su carrera en la música, también se ha dedicado a la postproducción y diseño sonoro para películas, obras de teatro y anuncios de publicidad. En el año 2000, recibió el Premio Ariel al Mejor Sonido por el largometraje  Del olvido al no me acuerdo de Juan Carlos Rulfo y en el año 2020, el Premio al Mejor Diseño Sonoro de los Premios de la Agrupación de Críticos y Periodistas de Teatro (ACPT).
Como resultado de su trabajo conjunto en la música y el sonido, se ha destacado como artista sonoro de piezas de radio-arte, radio-teatro, feature-radiofónico e instalaciones/exposiciones de arte sonoro, entre las que destacan el radio-teatro Del otro lado de la pared, de Flavio González Mello, la instalación sonora 7 akúnsticas y un cuarto, exposición central de la Segunda Bienal Latinoamericana de Radio, y la exposición multimedia H2ODF, resultado de tres años de trabajo para el Sistema Nacional de Creadores de Arte.
Desde los 21 años ha sido profesor en diferentes instituciones de educación superior, como la Universidad del Claustro de Sor Juana, la Universidad Iberoamericana, el Centro de Capacitación Cinematográfica (C.C.C.), y el Instituto Tecnológico y de Estudios Superiores de Monterrey (ITESM). Actualmente forma parte del Sistema Nacional de Creadores de Arte y es Secretario de la Academia Mexicana de Artes y Ciencias Cinematográficas (AMACC).

## Premios y reconocimientos
- 2000 Ganador del Premio Ariel de la Academia Mexicana de Artes y Ciencias Cinematográficas al Mejor Sonido, por el largometraje Del Olvido al no me Acuerdo, del director Juan Carlos Rulfo.

- 2001 Nominado al Premio Ariel de la Academia Mexicana de Artes y Ciencias Cinematográficas a la Mejor Música Original, por el largometraje Amores Perros del director Alejandro González Iñarritu.

- 2002 Ganador del Premio Silvestre Revueltas de la Asociación Nacional de Críticos de Teatro a la Mejor Música Original, por la obra de teatro La Noche en que Raptaron a Epifania, de la directora Ana Francis Mor.

- 2010 Ganador del Premio a la Mejor Música de un cortometraje de animación del Festival Pantalla de Cristal, por Luna, de los directores Rafael Cárdenas y Raúl Cárdenas.

- 2011 Nombramiento como Creador Artístico del Sistema Nacional de Creadores de Arte del Consejo Nacional para la Cultura y las Artes (2013-2015).

- 2011 Nombramiento como Miembro Activo de la Academia Mexicana de Artes y Ciencias Cinematográficas.

- 2014 Nominación al Premio Ariel  de la Academia Mexicana de Artes y Ciencias Cinematográficas a la Mejor Música Original, por el largometraje El Alcalde de los directores Diego Osorno, Emiliano Altuna y Carlos Rossini

- 2014 Premio a la Mejor Música Original del 21 Festival Latinoamericano de Video y Artes Visuales de Rosario, Argentina, por el cortometraje Las Tardes de Tintíco del director Alejandro García Caballero.

- 2016. Ganador del Premio por Mejor Banda Sonora del Festival Pantalla de Cristal, por el largometraje Los Parecidos, del director Isaac Ezban.

- 2018 Nombramiento como Creador Artístico del Sistema Nacional de Creadores de Arte del Consejo Nacional para la Cultura y las Artes (2018-2020).

- 2021 Nombramiento como Secretario de la Academia Mexicana de Artes y Ciencias Cinematográficas.

- 2022 Ganador del Premio al Mejor Diseño Sonoro de los Premios de la Agrupación de Críticos y Periodistas de Teatro (ACPT).

## Filmografía
- "El Apóstol" (2023). Serie
- "Lejos del sur" (2021). Serie
- Cuidado con lo que deseas (2020).
- "De Santo Domingo al Zócalo" (2019).
- "Compulsion" (2018).
- "After Darkness" (2017).
- "Al otro lado del muro" (2017) Documental.
- "Ayúdame a pasar la noche" (2017).
- "Potentiae" (2017) Documental.
- Los parecidos (2015).
- "Grandes figuras del arte mexicano" (2015) Serie de Televisión
- "Los ases del corral" (2015) Cortometraje.
- "Olas del cielo" (2015) Cortometraje.
- "Mi vanidad" (2014) Cortometraje.
- "El maestro y la flor" (2014) Cortometraje.
- "El dictado" (2014) Cortometraje.
- "La Revolución de los Alcatraces" (2013) Documental.
- "El Alcalde" (2012) Documental.
- "Las tardes de Tintico" (2012) Cortometraje.
- "Perras"  (2012).
- Los Minondo (2010) Serie de Televisión de Carlos Bolado, Emilio Maillé y Charlie Gore
- "Al acecho del leopardo" (2011) Cortometraje.
- "Naica, viaje a la cueva de los cristales"* (2010) Documental.
- "Luna" (2010) Cortometraje.
- "Discutamos México" (2010) Serie de Televisión.
- "2033" (2009).
- "El viaje de la nonna" (2007).
- "Con devoción" (2006) Documental.
- "Cochinadas" (2006) Cortometraje
- "Me gusta cuando callas (2005) Cortometraje.
- "9 y 20" (2005) Cortometraje.
- "En el sofá" (2005) Cortometraje.
- "Un viaje" (2004) Cortometraje.
- "Sierra bruta" (2002).
- "Amores Perros" (2000).
- "Cuentos para solitarios (1999). Serie de Televisión
- "Parabola" (1995) Cortometraje.